# Carlo III. Borromeo
Graf Carlo III. Borromeo (* 1586; † 1652) war ein Mitglied des lombardisch-piemontesischen Adelsgeschlechtes Borromeo.
Carlo heiratete am 8. Februar 1612 die Gräfin Isabella D’Adda, die beiden hatten mehrere Kinder, darunter die Söhne Renato, Giberto und Vitaliano. Zu Ehren Isabellas begann Carlo, einen Palast auf einer der Inseln im Lago Maggiore errichten zu lassen.
Der Borromäische Palast auf der Isola Bella wurde vom Mailänder Baumeister Giovanni Angelo Crivelli geplant, die Arbeiten begannen 1632. Nachdem die Pest Oberitalien Mitte des 17. Jahrhunderts heftig heimsuchte, mussten die Bauarbeiten über mehrere Jahrzehnte ruhen, Carlo III. und seine Frau erlebten die Vollendung des Baus nicht mehr, die erst unter der Herrschaft von Vitaliano VI. Borromeo erfolgte.